# Добровольський Семен Степанович
Семен Степанович Добровольський (нар. 15 лютого 1902, село Данилівка, тепер Миколаївського району Миколаївської області — ?) — український радянський партійний діяч, секретар Львівського обласного комітету КП(б)У, 1-й секретар Новомилятинського та Куликівського райкомів КПУ Львівської області.

## Біографія
Народився в селянській родині. Працював у сільському господарстві.
З березня 1919 до червня 1920 року служив у радянському партизанському загоні та в Червоній армії, учасник громадянської війни в Росії.
З червня 1920 року проживав у рідному селі Данилівці, обирався секретарем комітету бідноти села. У 1921 році вступив до комсомолу.
У 1924—1926 роках — у Червоній армії.
Член ВКП(б) з 1926 року.
Після демобілізації працював головою сільської ради села Данилівки, завідувачем районного відділу сільського господарства, директором машинно-тракторної станції (МТС) Миколаївської області. До 1941 року — заступник керуючого Миколаївського обласного автомобільного тресту, відповідальний працівник Головшляхуправління УРСР.
З листопада 1941 по травень 1942 року служив відповідальним секретарем партійного бюро 1196-го стрілецького полку 359-ї стрілецької дивізії 30-ї армії Калінінського фронту. Учасник німецько-радянської війни. 18 травня 1942 року важко поранений, лікувався у госпіталях. У 1943 році демобілізований із Червоної армії.
У 1944—1946 роках — 2-й секретар, у 1946 — січні 1950 року — 1-й секретар Новомилятинського районного комітету КП(б)У Львівської області.
З січня по травень 1950 року — начальник політичного сектору Львівського обласного управління сільського господарства
29 вересня 1950 — вересень 1952 року — секретар Львівського обласного комітету КП(б)У із кадрів.
У 1952—1953 роках — заступник голови виконавчого комітету Львівської міської ради депутатів трудящих.
У квітні (затв.) 1953—1959 роках — 1-й секретар Куликівського районного комітету КПУ Львівської області.
На 1962—1964 роки — заступник начальника Львівського обласного управління виробництва і заготівель сільськогосподарських продуктів.
Подальша доля невідома. На 1985 рік — персональний пенсіонер.

## Звання
- політрук

## Нагороди
- орден Леніна (26.02.1958)
- орден Вітчизняної війни І ст. (6.04.1985)
- орден Трудового Червоного Прапора (23.01.1948)
- орден Червоної Зірки (4.05.1945)
- медаль «За перемогу над Німеччиною у Великій Вітчизняній війні 1941—1945 рр.»
- медалі